# (35421) 1998 AO6
1998 AO6 (asteroide 35421) é um asteroide da cintura principal. Possui uma excentricidade de 0.11382040 e uma inclinação de 12.21536º.
Este asteroide foi descoberto no dia 4 de janeiro de 1998 por Beijing Schmidt CCD Asteroid Program em Xinglong.